# Rüdenauer Bach
Der Rüdenauer Bach ist ein gut drei Kilometer langer Mittelgebirgsbach im  bayerischen Teil des Sandstein-Odenwalds und des nordöstlich anschließenden Sandstein-Spessarts, der im unterfränkischen Landkreis Miltenberg verläuft und von Westen als linker Zufluss in den Main mündet. Einschließlich seines Hauptquellbachs, des Winnengrabens, erreicht das Gewässer eine Gesamtlänge von etwa 6½ Kilometern.

## Geographie

### Verlauf

#### Quellbäche
Der Rüdenauer Bach, ein feinmaterialreicher silikatischer Mittelgebirgsbach, entsteht im Östlichen zertalten Sandsteinodenwald unterirdisch, verdolt im östlichen Ortsbereich des Dorfs Rüdenau, unweit des Rösewegs,  durch den Zusammenfluss des Winnengrabens von links und des Ohrenbachgrabens von rechts. Sein Ursprung liegt im Naturpark Bayerischer Odenwald auf einer Höhe von etwa 185 m ü. NHN.

##### Winnengraben
Der Winnengraben ist mit einer Länge von etwas über 3 Kilometern der westnordwestliche und linke Quellbach des Rüdenauer Bachs. Er entspringt auf einer Höhe von rund 292 m ü. NHN und entwässert ein Einzugsgebiet von 4,37 km².

##### Ohrenbachgraben
Der Ohrenbachgraben ist rund 2 Kilometer lang, verläuft westsüdwestlich und bildet den rechten Quellbach. Seine Quelle liegt auf etwa 280 m ü. NHN, sein Einzugsgebiet umfasst 5,46 km².

#### Rüdenauer Bach
Der Rüdenauer Bach fließt zunächst unterirdisch in östlicher Richtung und tritt nach etwa 30 Metern wieder an die Oberfläche. Etwa 60 Meter nördlich des Bachlaufs erstreckt sich, unterhalb des zum Gewann „Scheuerbusch“ gehörenden Nadelwaldes, eine teilweise brachliegende Streuobstwiese mit Apfelbäumen sowie vereinzelt Kirschen-, Zwetschgen-, Walnuss- und Birnbäumen. Anschließend zieht der Bach am Nordfuße des Gänsbergs in der Flur Miltenberger Rain durch dichtes Ufergehölz aus Erlen, Weiden und Schwarzpappeln mit einer Strauchschicht aus Hasel und Holunder. Der Bachlauf selbst ist 1 bis 2 Meter breit, leicht und kleinräumig mäandrierend, mit einem steinigen Bachbett, das etwa 1 bis 2 Meter tief eingeschnitten ist.
Geologisch ist die Talfüllung aus polygenetischen, pleistozänen bis holozänen Ablagerungen von Lehm und Sand geprägt, stellenweise auch mit Kiesanteilen. Im Talboden herrschen pseudovergleyte Kolluvisole vor. An der Uferböschung tritt die Miltenberg-Formation des Unteren Buntsandsteins der Untertrias zutage. Sie besteht aus hellgrauen bis rotgrauen, fein- bis grobkörnigen Sandsteinen, die gebankt bis dickbankig ausgebildet sind, teils verkieselt, teils mit eingelagerten Tonschluffstein-Klasten. Eingeschlossen sind zudem rotbraune Tonschluffsteinlagen. Die höheren Hanglagen werden von der Volpriehausen-Formation und der Detfurth-Formation des Mittleren Buntsandsteins eingenommen, deren Gestein  sich aus feldspatreichen Sandsteinen mit teilweise eingelagerten Geröllen zusammensetzt. Die Kuppenbereiche gehören zum Oberen Buntsandstein und bestehen weitgehend aus tonigen und schluffigen Gesteinen in blauvioletter, grüngrauer und rotbrauner Farbe, die blättrig verwittern und lokal dünne Sandsteinlagen sowie Gipsresiduallagen aufweisen. Die Sandsteine sind fein- bis mittelkörnig, violettrotbraun gefärbt, plattig bis dünnbankig geschichtet  und führen Glimmer. Auf diesen Gesteinen haben sich  größtenteils Braunerden und podsolige Braunerdeböden entwickelt; in den höher gelegenen Bereichen treten auch Regosole auf.
Der Bachlauf zieht sich durch einen lediglich etwa 150 Meter breiten Gebietsstreifen der Gemeinde Rüdenau, der im Norden an die Gemeinde Kleinheubach und im Süden an Miltenberg grenzt. Begleitet wird er dabei auf der linken Seite von einem Wirtschaftsweg und auf der rechten Seite von der Kreisstraße MIL 4, die in diesem Abschnitt auch als Hauptstraße bezeichnet wird. Entlang dieser verläuft abschnittsweise der Fernwanderweg Vier-Länder-Weg (HW 18) des Odenwaldklubs, der von Wertheim im Main-Tauber-Kreis bis zum Donnersberg im Nordpfälzer Bergland führt. Südlich der Straße hat die Whisky-Brennerei St. Kilian Distillers in den Räumen der ehemaligen Textilfärberei Meixner ihren Sitz. Nördlich des Bachlaufs schließen sich überwiegend Waldflächen an, südlich vorwiegend Grünland. Der Bach wird in diesem Abschnitt stellenweise von dichtem Gestrüpp aus Himbeer- und Brombeersträuchern gesäumt. Etwas bachabwärts mündet von Süden ein gut einen Kilometer langer, namenloser Zufluss ein, der aus einem mit Koniferen bewachsenen Seitental stammt und nur zeitweise Wasser führt. Der Rüdenauer Bach durchquert dann feuchte bis nasse Hochstaudenfluren, binsen- und seggenreiche Nasswiesen sowie sumpfige Abschnitte. In den Hochstaudenfluren wachsen unter anderem Mädesüß, Blutweiderich, Kohldistel und Waldsimse, während in den feuchten Wiesen typischerweise Wiesenfuchsschwanz, Großer Wiesenknopf, Sumpf- und Kammsegge sowie stellenweise auch Sumpfdotterblume anzutreffen sind.
Wenige hundert Meter weiter verlässt er den schmalen Korridor der Gemeinde Rüdenau und tritt in das Gemeindegebiet von Kleinheubach über, wobei sich das begleitende Grünland nach Süden hin verbreitert. Kurz nach dem Gemeindewechsel nimmt der Bach von rechts den Abfluss des Pfaffenbrunnens auf, der aus einer kleinen, gefassten Quelle im angrenzenden Hangbereich stammt. Etwa an dieser Stelle durchquert der Bach auch die naturräumliche Grenze vom Sandstein-Odenwald zum Unteren Maintal, das dem Naturraum Sandstein-Spessart zugerechnet wird. Nördlich an einem ehemaligen Weinberghang liegt oberhalb der Verbindungsstraße Kleinheubach–Rüdenau ein strukturreiches Biotop. Zwei Gehölzflächen sind dort durch drei rund 200 Meter lange, artenreiche Hecken miteinander verbunden. Zwischen ihnen erstrecken sich magere, von Schafen beweidete Wiesen mit Hauhechel, Thymian und Augentrost. Im Westen steht ein Feldgehölz mit Hainbuchen und dichter Strauchschicht am Rand, während östlich ein terrassiertes Gehölz mit alten Eichen und höhlenreichen Apfelbäumen liegt, dessen Unterwuchs fast ausschließlich aus Hasel besteht. Die Hecken aus Schlehen- und Brombeergestrüpp werden von Obstbäumen durchzogen. Dieser Biokomplex ist Lebensraum für Hecken- und Baumbrüter wie Grasmücken und Meisen sowie für blütenbesuchende Insekten und zahlreiche Heuschreckenarten.
Begleitet von dichtem Ufergehölz läuft der Bach in sanft geschwungenen Mäandern am Nordfuße des Hainebergs durch Wiesen und Felder der Flur Liebe Wiesen. Etwas später wendet er sich nach Nordosten. Der dort etwa 30 Meter breite Gehölzsaum wird vorwiegend von bis zu 15 Meter hohen Erlen geprägt. Die Strauchschicht aus Weiden und Holunder ist hingegen eher spärlich ausgebildet und unten in der dichten Krautschicht gedeihen auf zunehmend eutrophen Standorten stickstoffliebende Arten wie Brennnessel, Giersch, Klettenlabkraut und Knoblauchsrauke. Die beiderseitigen Hanglagen weisen im unteren Abschnitt periglazial geprägte Sedimentdecken auf, bestehend aus Frostbodenbildungen,  Hangsedimenten und Abschwemmmassen. Danach folgen pleistozäne Löss- oder Lösslehme mit schluffig-feinsandiger, karbonatischer bzw. tonig-schluffiger, karbonatfreier Zusammensetzung.

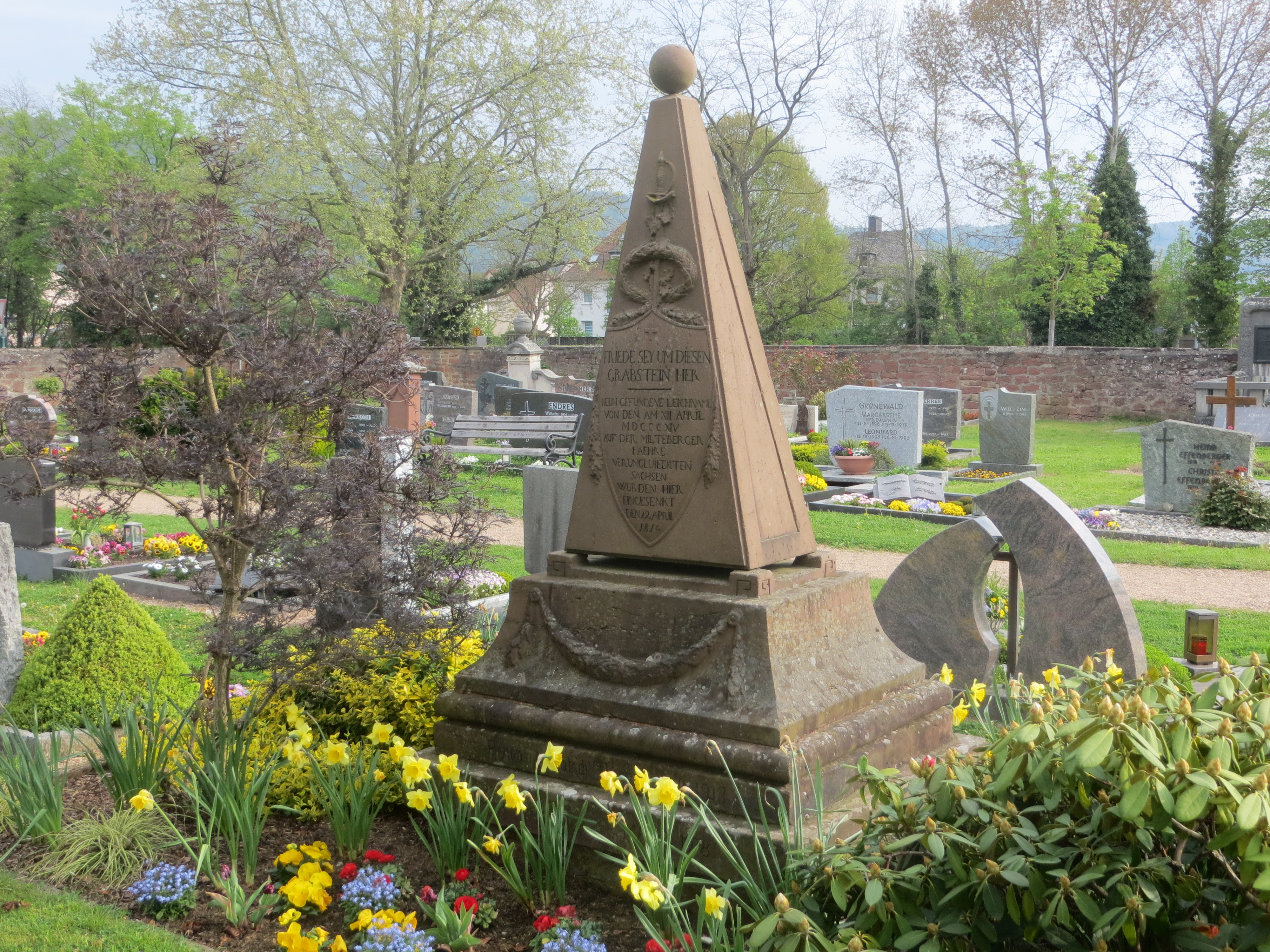
Evangelischer Friedhof mit dem Sachsengrab

Der Bach erreicht nun den östlichen Ortsrand der Marktgemeinde Kleinheubach und passiert anschließend das rechtsseitig gelegene Gewerbegebiet der REINHOLD KELLER GmbH, auf deren Werksgelände sich Siedlungsspuren aus vorgeschichtlicher Zeit sowie die Überreste einer villa rustica aus der römischen Kaiserzeit befinden. Er wendet sich dann nach Norden und verläuft zwischen den Wohnstraßen Am Bettler auf der linken und Im Grund auf der rechten Seite. Kurz darauf unterquert er die Gutenbergstraße sowie unmittelbar danach die Bundesstraße 469, um jenseits der Straße Am Felsenkeller wieder ans Tageslicht zu treten. 

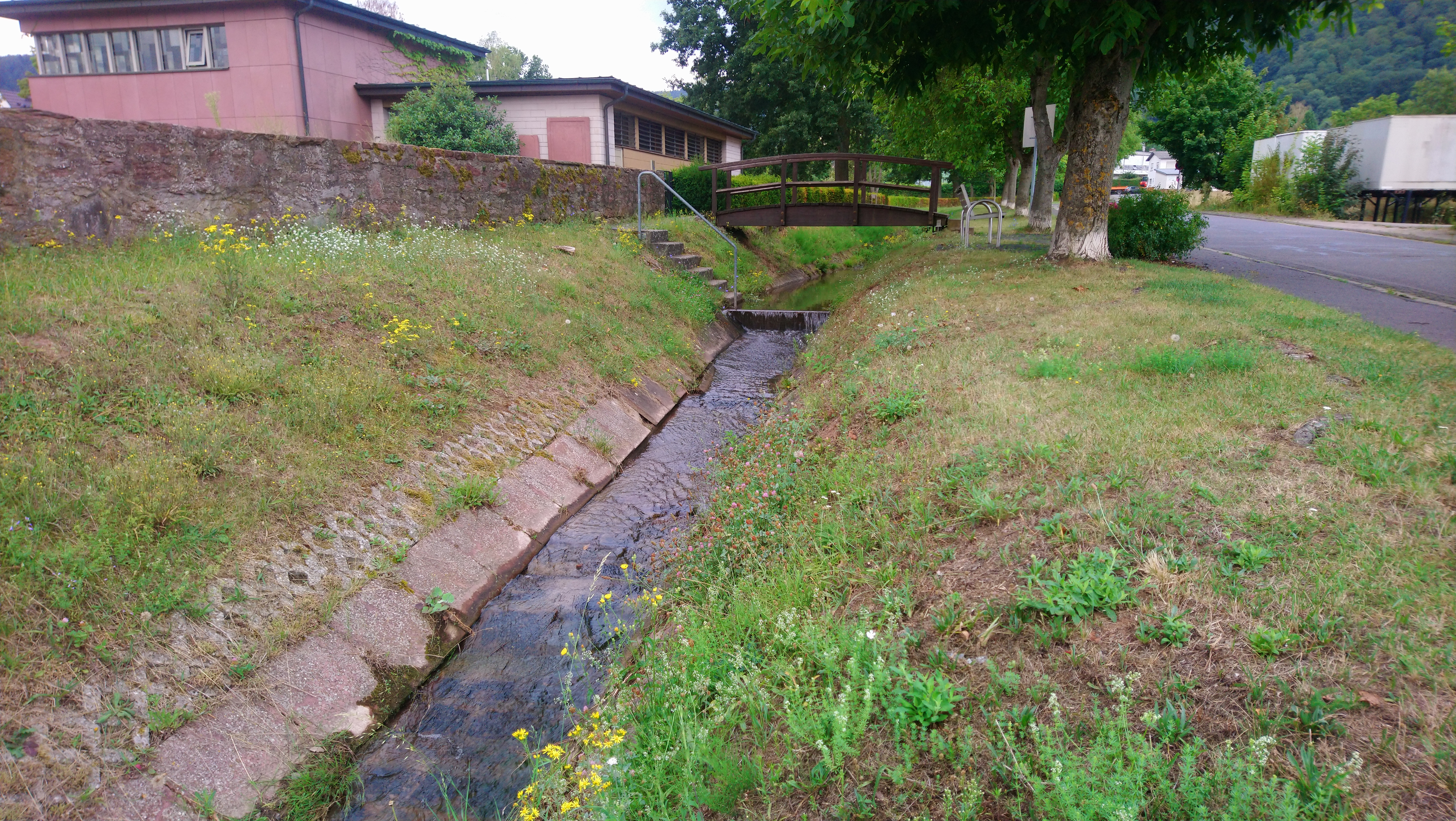
Der Rüdenauer Bach in Kleinheubach westlich der Gleisanlagen

Er fließt an einer ehemaligen Fabrik vorbei und quert dann den Fabrikweg. Danach biegt der Bach nach Nordosten ab und streift dabei das links gelegene Gewerbegebiet Kleines Führlein. Anschließend läuft er parallel zum Siemensring am Kommunalen Friedhof Kleinheubach und dann am Evangelischen Friedhof Kleinheubach entlang, auf dessen Gelände ein Grab an einen 1814 im Main bei Miltenberg ertrunkenen Sachsen erinnert. Südöstlich schließen sich Reste von Brandgräbern der Urnenfelderzeit an. Der Bach unterfließt anschließend erst den Siemensring, auf dem dort der Limesweg verläuft, und gleich darauf die Gleisanlagen der von der Westfrankenbahn betriebenen Bahnstrecke Aschaffenburg–Miltenberg sowie schließlich noch die Bahnhofsstraße.
Stark begradigt verläuft der Bach zwischen Jahnstraße und Poststraße, unterquert dann die Hauptstraße und zieht anschließend durch Kleingärten an einer Mikwe vorbei, einem jüdischen Ritualbad in einem kleinen, 1838 errichteten Satteldachbau mit geböschten Wänden und ägyptisierender Tür. Er quert den Bildweg und folgt der auf seiner rechten Seite verlaufenden alten Stadtmauer, die den nördlichen Rand des historischen Stadtkerns von Kleinheubach mit dem Schloss Löwenstein und vielen anderen Sehenswürdigkeiten markiert; links auf der anderen Seite des Bachs erstreckt sich ein Campingplatz.
Der Rüdenauer Bach mündet schließlich, aus Südwesten kommend, auf  122 m ü. NHN von links in den aus Südosten heranströmenden Main. Sein insgesamt etwa 6,5 km langer Lauf endet ungefähr 170 Höhenmeter unterhalb der Quelle seines linken Qberlaufs, des Winnengrabens, er hat somit ein mittleres Sohlgefälle von etwa 26 ‰. Direkt gegenüber, auf der  Großheubacher Seite des Mains, mündet der Heubach ein.

### Einzugsgebiet
Das 16,1 km² große Einzugsgebiet des Rüdenauer Bachs umfasst rund 16,1 km² und erstreckt sich vom Östlichen zertalten Sandsteinodenwald bis zum Wertheim-Miltenberger Maintal und wird über den Main und den Rhein zur Nordsee entwässert.
Es grenzt
- im Osten an das  Einzugsgebiet des Kriegsgrabens und das des Springerbachs, beide zwei kleine Mainzuflüsse;
- im Südosten an das der Mud, die ebenfalls in den Main mündet;
- im Süden Südwesten und Westen an das des Ohrenbachs, der in die Mud mündet;
- im Nordwesten an das des Laudenbachs, der in den Main mündet und
- ansonsten an das des Mains direkt.

Das Einzugsgebiet ist überwiegend bewaldet, nur in der Talaue finden sich Siedlungen und landwirtschaftliche Nutzflächen. Die höchste Erhebung ist der Steinkopf mit 468 m ü. NHN im Südosten.

## Natur und Umwelt
Der Rüdenauer Bach fließt durch den Naturpark Bayerischer Odenwald und an seinen Ufern ist der Biber wieder heimisch.